# 假想防卫
假想防卫是指行为人由于因误认为自身受到不法侵害而实施防卫，结果造成伤害的行为，属于一种事实认识错误，理论上称为容许的构成要件错误。
依据认识错误的原理不同，可分为按过失或按意外事件论处两种处理方式。

## 构成特征
1. 前提条件：所认为的侵害事件客观上并不存在，这是假想防卫与防卫过当、正当防卫等的根本性区别。
2. 主观上的必备条件：行为人有防卫意图。这就说明了，如果行为人假想侵害存在，然而主观上并非想防卫自己而是想加害于对方，则构成故意伤害而不是假想防卫。
3. 结果上的必要条件：行为人的行为需要对假想的侵害者构成伤害。如果伤害没有发生，则这种行为不具有社会危害性，因而也不必追究法律责任，不属于法律上所认定的假想防卫范畴。

## 与事前防卫的联系与区别
两者均为在对方没有真正实施侵害行为的情况下采取的主观上以防卫为目的的活动。不同之处是在事前防卫的情况下，对方的确有侵害意图，只是未实施侵害行为。而在假想防卫的情况下，对方实际上没有侵害意图。